# Aktsajaure
Aktsajaure är en sjö i Kiruna kommun i Lappland och ingår i Torneälvens huvudavrinningsområde. Sjön har en area på 1,11 kvadratkilometer och ligger 810 meter över havet. Aktsajaure ligger i Torne och Kalix älvsystem Natura 2000-område. Sjön avvattnas av vattendraget Aktasjåkkå.

## Delavrinningsområde
Aktsajaure ingår i det delavrinningsområde (763037-168124) som SMHI kallar för Utloppet av Aktsajaure. Medelhöjden är 899 meter över havet och ytan är 22,7 kvadratkilometer. Det finns inga avrinningsområden uppströms utan avrinningsområdet är högsta punkten. Aktasjåkkå som avvattnar avrinningsområdet har biflödesordning 4, vilket innebär att vattnet flödar genom totalt 4 vattendrag innan det når havet efter 508 kilometer. Avrinningsområdet består mestadels av öppen mark (15 procent) och kalfjäll (79 procent). Avrinningsområdet har 1,38 kvadratkilometer vattenytor vilket ger det en sjöprocent på 6,1 procent.